# Отопени
 Тази статия е за града в Румъния.  За футболния отбор вижте КС Отопени.  
Отопѐни (на румънски: Otopeni, [otoˈpenʲ]) е град, разположен в окръг Илфов, южна Румъния. Населението му според преброяването през 2021 г. е 21 750 жители.

## География
Градът е разположен на 91 m надморска височина в Долнодунавската равнина. Той е предградие на Букурещ, от външната страна на столичния околовръстен път, в началото на стария път към Плоещ, на 13 km северно от центъра на столицата.

## Население
Численост на населението според преброяванията през годините:
- 1992 – 9846 жители
- 2002 – 10 215 жители
- 2011 – 13 861	жители
- 2021 – 21 750 жители

## Политика
Кмет на Отопени е Константин Силвиу Георге от Националната либерална партия, която е доминираща и в общинския съвет.

## Икономика
От ключово значение за икономиката на града е Международното летище „Анри Коанда“, намиращо се непосредствено на север от града и обслужващото столицата Букурещ. Там е разположена и централата на авиокомпанията „ТАРОМ“.

## Спорт
От 2001 до 2013 година в града действа професионалният футболен отбор КС „Отопени“.

## Галерия
- Кръстовището пред летището през 2007 г.
- Международно летище „Анри Коанда“ през 2017 г.
- ЖП гарата до летището, отворена през 2020 г.